# Taraxacum abalienatum
Taraxacum abalienatum, vrsta maslačka raširenog po republici Burjatiji u Rusiji i Mongoliji. Pripada sekciji Stenoloba.